# Jerzy Antepowicz
Jerzy Antepowicz (ur. 1929, zm. 30 października 2015 w Warszawie) – polski śpiewak operowy (tenor).

## Życiorys
W 1948 roku ukończył Państwowe Gimnazjum i Liceum im. Stefana Batorego w Warszawie. Jako uczeń i harcerz należał do Centralnego Zespołu Artystycznego Związku Harcerstwa Polskiego Władysława Skoraczewskiego. Był absolwentem Politechniki Warszawskiej; podczas studiów założył Zespół Pieśni i Tańca Politechniki Warszawskiej i był pierwszym solistą tego zespołu. Podjął również studia muzyczne w klasach śpiewu solowego i dyrygentury. Pracował jako tenor solista m.in. w Operetce Warszawskiej, Filharmonii Narodowej,  Teatrze Wielkim w Warszawie i w Łodzi.
Przez wiele lat pełnił funkcję wiceprezesa Zarządu Głównego Polskiego Związku Chórów i Orkiestr, przewodniczącego Oddziału Warszawskiego Stowarzyszenia Polskich Artystów Muzyków oraz prezesa Stowarzyszenia Absolwentów Gimnazjum i Liceum im. Stefana Batorego w Warszawie.
W 2006 otrzymał srebrny Medal „Zasłużony Kulturze Gloria Artis”

## Ordery i odznaczenia
- Krzyż Oficerski Orderu Odrodzenia Polski[2]
- Złoty Krzyż Zasługi[5]
- Medal Zasłużony dla Kultury Polskiej „Gloria Artis”[8]
- Medal za  Warszawę[5]
- Złota Odznaka Stowarzyszenia Polskich Artystów Muzyków
- Złota Odznaka Honorowa PTTK